# Shiny Toy Guns

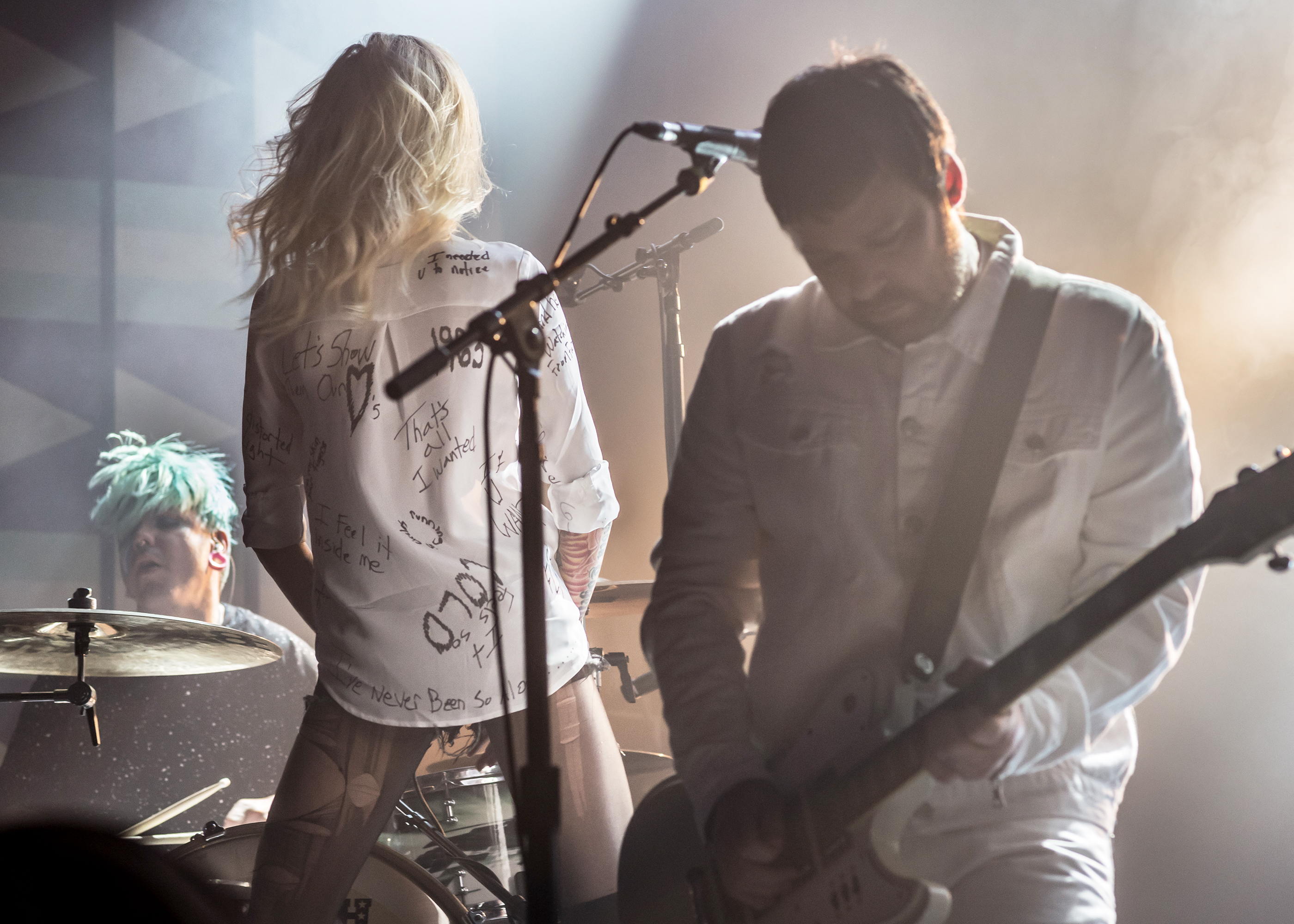
Shiny Toy Guns (2017)

Die Shiny Toy Guns sind eine US-amerikanische Rockband aus Los Angeles, Kalifornien.

## Geschichte

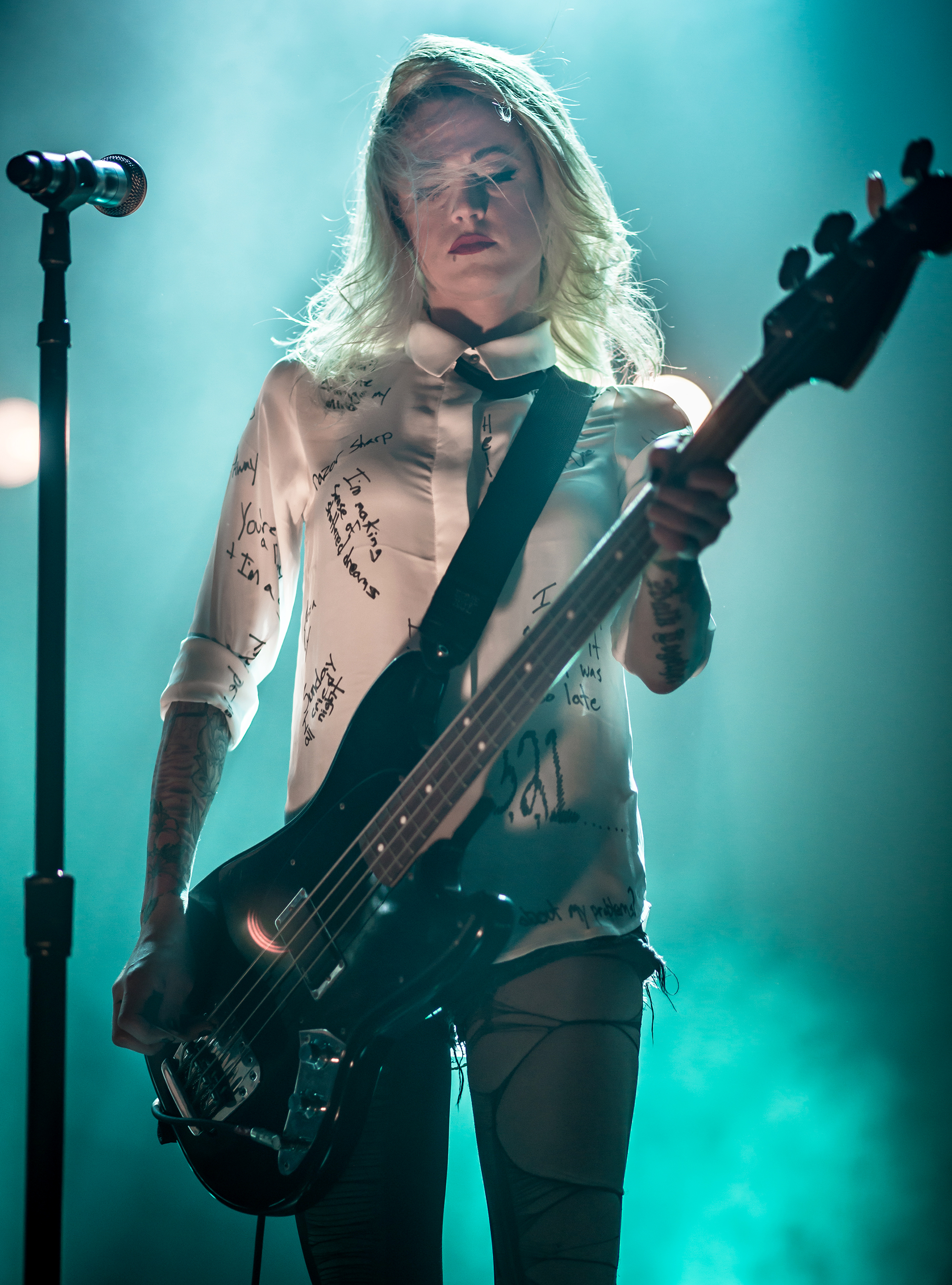
Carah Faye Charnow (2017)

Die Band wurde von Jeremy Dawson und Gregori Chad Petree 2002 gegründet. Dawson und Petree kennen sich seit der Kindheit in Shawnee, Oklahoma, und haben zuvor schon in Musikprojekten wie Cloud2Ground und Slyder mitgewirkt. Carah Faye Charnow (Gesang) und Mikey Martin (Schlagzeug) traten der Band 2004 bei.
In Kalifornien sowie in der Musik-Community Myspace machte sich die Band schnell einen Namen. Anfang 2005 veröffentlichten sie auf einem Independent-Label ihr Debütalbum We Are Pilots (v1). Während ihrer Sommertournee durch die USA fanden sich mehrere interessierte Labels, sodass sie das Album erneut aufnahmen und We Are Pilots (v2) im November 2005 mit einer überarbeiteten Tracklist veröffentlichten. Auf diesen ist auch eine Coverversion des Songs Stripped von Depeche Mode enthalten, wofür die Band auch ein Musikvideo drehte. Der Song wurde auch im Album Goth Electro Tribute to Depeche Mode veröffentlicht. Die Tournee wurde fortgesetzt und im Juni 2006 ein Vertrag bei Universal unterzeichnet, wo sie ihr Album We Are Pilots (v3) am 17. Oktober 2006 veröffentlichten und es damit dann auch in den US-Albumcharts bis auf Platz 90 schafften. Anschließend folgte eine Tournee durch die USA.
Der Titel You Are the One, der seinen Ursprung in Jeremy Dawsons Trancetitel Neo hat, fand Verwendung in den Videospielen Grand Theft Auto III und FIFA 07.
Am 29. Oktober 2007, trat die Band unter dem Pseudonym The Shinys in der Kinderfernsehserie Yo Gabba Gabba! auf. Am 6. Dezember 2007 gewann We Are Pilots eine Nominierung für den Grammy Award in der Kategorie Bestes Electronic/Dance Album.
Im August 2008 wurde bekanntgegeben, dass die Lead-Sängerin Carah Faye Charnow durch Sisely Treasure ersetzt wird. Mit Treasure wurde auch das zweite Album Season of Poison aufgenommen. Das Album erschien am 2. September 2008 und stieg auf Platz 47 der US-Albumcharts ein. Als Singles wurden Ricochet! und Ghost Town in den USA veröffentlicht. Im Frühjahr 2009 nahmen die Shiny Toy Guns eine Coverversion von Major Tom (Coming Home) auf, mit dem Peter Schilling 1984 auch in den USA erfolgreich gewesen war. Das Lied fand in der Autowerbung für den im Jahr 2010 veröffentlichten Lincoln MKZ Verwendung und wurde auch als Single veröffentlicht. Es war auch auf dem Ende 2009 erschienenen Remix-Album Girls Le Disko enthalten und nachdem die Lincoln-Werbung während der Übertragung der Grammy-Verleihung Ende Januar 2009 erneut eingesetzt worden war, stieg die Band mit diesem Titel erstmals auch in die Hot-100-Singlecharts ein. Im September des Jahres coverte die Band Blue Öyster Cults Burnin’ for You für eine Werbekampagne des neu entwickelten Lincoln MKS.
Im Februar 2011 gab die Band bekannt, dass es eine Wiedervereinigung mit Carah Faye Charnow gegeben hat. Faye Charnow ersetzte Sisely Treasure und die Band war wieder in ihrer Ursprungs-Besetzung. Die erste Single-Auskopplung des im Oktober 2012 erschienenen Albums III war der Song The Sun, welcher seit Februar 2011 auf ihrer Homepage zum kostenlosen Download angeboten wurde. Seither wurden zwei weitere Songs, Waiting Alone und Fading Listening, aus dem Album ausgekoppelt.

## Diskografie

### Alben
- We Are Pilots (v1) – (Januar 2005; Independent-Release)
- We Are Pilots (v2) – (November 2005; Independent-Release)
- We Are Pilots (v3) – (17. Oktober 2006; Universal Records)
- Season of Poison – (4. November 2008; Universal Records)
- Girls Le Disko – (Remix-Album; 15. Dezember 2009; Ultra Records)
- III – (22. Oktober 2012; Five Seven Music)

### Kompilationen
- Goth Electro Tribute to Prince – (31. Mai 2005; Nothing Compares 2 U)
- Goth Electro Tribute to Depeche Mode – (4. Oktober 2005; Stripped)

### Mitwirkung an Soundtracks
- September 2006: You Are The One wurde Teil des FIFA 07-Soundtracks
- September 2006: Don't Cry Out wurde im Part von Jussi Oksanen des Mack Dawg Productions Snowboardvideos Follow me around verwendet
- Januar 2007: Le Disko wurde Titelsong der 2. Episode der 4. Staffel von The L Word – Wenn Frauen Frauen lieben
- März 2007: Le Disko wurde Titelsong von America’s Next Top Model
- März 2007: Le Disko wurde für den Soundtrack zu dem Videospiel Burnout Dominator verwendet.
- August 2007: Le Disko wurde im Werbespot für das Moto RAZR 2 verwendet.
- Oktober 2007: Starts with One wurde in dem Film New World Disorder 8 verwendet.
- Januar 2009: Ricochet! wurde als Opening-Song in der Serie Knight Rider verwendet.
- Mai 2009: Major Tom (Coming Home) wurde als Cover von Peter Schillings Major Tom im Werbespot des neuen Lincoln MKZ verwendet
- Mai 2009: Burnin’ for You wurde als Cover von Blue Öyster Cult im Werbespot des neuen Lincoln MKS verwendet
- 2010: Ricochet! wurde als Instrumental-Version im Teaser zum Film Wall Street: Geld schläft nicht verwendet.